# 背信の日々
『背信の日々』（はいしんのひび 原題：Betrayed）は、1988年制作のアメリカ合衆国の映画。コスタ＝ガヴラス監督。

## あらすじ
シカゴでラジオパーソナリティを務めるユダヤ人のサム・クラウスが何者かに射殺され、その車に“ZOG”（Zionist Occupation Government＝シオニストが占拠した政府）と落書きされる事件が起こった。白人至上主義団体による犯行とにらんだFBIは、キャサリン・ウィーヴァー捜査官をその有力な容疑者のもとに潜入捜査させる事にする。
キャサリンは“ケイティ・フィリップス”という偽名を名乗り、ネブラスカの田舎町にやってきた。そこで彼女はゲイリー・シモンズという、一見平凡な農夫と出会う。実は彼こそが白人至上主義団体のリーダーであり、事件の主犯であった。やがて、ケイティはゲイリーを深く愛するようになり、どうしてもその事実を受け入れる事が出来なかった。
しかし、ケイティはゲイリーが仲間と共に黒人をリンチし、さらには、自分の幼い子供たちにまでユダヤ人や黒人に対する憎悪を教え込んでいる事を知り、苦悩する。
そんな中、ケイティはゲイリーとその仲間たちが、ある人物の暗殺と銀行襲撃の計画を立てている事を知る。一方、ゲイリーも仲間の密告により、ケイティの正体を知る。

## キャスト
※括弧内は日本語吹替
- キャサリン・ウィーヴァー - デブラ・ウィンガー（土井美加）
- ゲイリー・シモンズ - トム・ベレンジャー（谷口節）
- マイケル・カーンズ - ジョン・ハード（小川真司）
- ショーティ - ジョン・マホーニー（藤本譲）
- ウェズ - テッド・レヴィン（大塚明夫）
- ボビー・フリン - ジェフリー・デマン（塚田正昭）
- アル・サンダース - アルバート・ホール（広瀬正志）
- ジャック・カーペンター - デヴィッド・クレノン（有本欽隆）
- レイチェル・シモンズ - マリア・バルデス（坂本真綾）
- ジョーイ・シモンズ - ブライアン・ボサック（合野琢真）
- サム・クラウス - リチャード・リバティーニ（阪脩）